# صدخرو
صدخرو روستایی از توابع بخش مرکزی شهرستان داورزن در استان خراسان رضوی ایران است.